# Françoise Vergès
Françoise Vergès (París, 23 de gener de 1952) és una politòloga francesa, antiracista, a més de periodista i acadèmica, sempre vinculada al moviment feminista francès. Nascuda a l'Illa de la Reunió, territori francès colonial, ex-presidenta del Comitè per la memòria i la història de l'esclavitud (Comité pour la Mémoire et l’Histoire de l’Esclavage) i, de fet, entre el 2007 i el 2010 va treballar en un projecte de museu postcolonial del segle XXI. És també consultora del Center for Cultural Studies del Goldsmiths College.
És Doctora en Ciències Polítiques i Estudis de la Dona per les universitats de San Diego i de Berkeley. Presidenta de l’associació «Décoloniser les arts», l’esclavitud colonial ha estat un dels seus camps principals d’investigació, totalment lligat a la seva tasca com a pensadora i militant.
Utilitza el concepte de "feminisme civilitzatori" per evidenciar que el feminisme oficial i institucional ha generat dinàmiques de racisme, classisme, conquesta i dominació. En un context de globalització, aquesta corrent feminista ha servit per inferioritzar les dones migrants i racialitzades les quals han de ser tutelades i també per estigmatitzar els homes de color, d'origen o religió equivocada. Aquest concepte apareix al llibre "Feminisme descolonial", traudït al català i d'accés obert, però és autora també de diverses obres i articles en francès i en anglès sobre l’esclavitud colonial, el feminisme, la reparació i la descolonització dels museus. Entre les seves publicacions hi ha Fractures postcoloniales (París, La Découverte, 2010); La Mémoire enchaînée. Questions sur l'esclavage (París, Albin Michel, 2006), i Nègre, je suis, Nègre je resterai. Entretiens avec Aimé Césaire (París, Albin Michel, 2005).